# Pseudodoryctes annulicornis
Pseudodoryctes annulicornis är en stekelart som beskrevs av Szepligeti 1914. Pseudodoryctes annulicornis ingår i släktet Pseudodoryctes och familjen bracksteklar. Inga underarter finns listade i Catalogue of Life.